# JavaXPCOM
JavaXPCOMは、XPCOMのJavaバインディングである。XULRunnerに同梱されており、これを使用することでJavaからXPCOMコンポーネントの利用が可能となる。

## 利用方法
XULRunnerがインストールされていることが前提となる。ここでは、/opt/xulrunner/1.8.0.4にインストールされたLinux版を元に、例示する。

### CLASSPATHの設定
CLASSPATHにMozillaInterfaces.jarを追加する。
```
export CLASSPATH=$CLASSPATH:/opt/xulrunner/1.8.0.4/xulrunner/sdk/lib/MozillaInterfaces.jar
```

### コンポーネントの利用

#### インポート
インポートするパッケージは、'org.mozilla.xpcom.*'となる。XULRunnerには、1,000を越えるコンポーネントが含まれるが、すべてこのパッケージに属している。
```
import
 
org.mozilla.xpcom.*
;

```

#### GREパスの取得
GREパス、つまりXULRunnerのインストール場所を取得する。取得したパスは、XPCOMの初期化時に使用する。
```
GREVersionRange
[]
 
range
 
=
 
new
 
GREVersionRange
[
1
]
;

range
[
0
]
 
=
 
new
 
GREVersionRange
(
"1.8"
,
 
true
,
 
"1.9+"
,
 
true
);

Properties
 
props
 
=
 
null
;

File
 
grePath
 
=
 
null
;

try
 
{

    
grePath
 
=
 
Mozilla
.
getGREPathWithProperties
(
range
,
 
props
);

}
 
catch
 
(
FileNotFoundException
 
e
)
 
{
 
}

if
 
(
grePath
 
==
 
null
)
 
{

    
System
.
out
.
println
(
"found no GRE PATH"
);

    
return
;

}

```

#### Mozillaオブジェクトの取得
Mozillaオブジェクトを取得する。
```
Mozilla
 
mozilla
 
=
 
Mozilla
.
getInstance
();

```

#### XPCOMの初期化
```
try
 
{

    
mozilla
.
initialize
(
grePath
);

    
mozilla
.
initXPCOM
(
grePath
,
 
null
);

}
 
catch
 
(
IllegalArgumentException
 
ex
)
 
{

    
System
.
out
.
println
(
"no javaxpcom.jar found in given path"
);

    
return
;

}
 
catch
 
(
Exception
 
ex
)
 
{

    
System
.
out
.
println
(
"initXPCOM failed"
);

    
ex
.
printStackTrace
();

    
return
;

}

```

#### コンポーネントマネージャの取得
```
nsIComponentManager
 
componentManager
 
=
 
mozilla
.
getComponentManager
();

```

#### XPCOMコンポーネントの取得
Contract IDを使って、コンポーネントをインスタンス化する。
```
nsIMutableArray
 
array
 
=
 
(
nsIMutableArray
)
componentManager
.
createInstanceByContractID
(

        
"@mozilla.org/array;1"
,

        
null
,

        
nsIMutableArray
.
NS_IMUTABLEARRAY_IID
);

```

#### XPCOMのシャットダウン
```
mozilla
.
shutdownXPCOM
(
null
);

```